# Карл Албрехт I фон Хоенлое-Валденбург-Шилингсфюрст
Карл Албрехт I Фридрих Игнациус Франц фон Хоенлое-Валденбург-Шилингсфюрст (на немски: Karl Albrecht I Friedrich Ignatius Franz von Hohenlohe-Waldenburg-Schillingsfürst; * 22 септември 1719, Шилингсфюрст; † 25 януари 1793, Виена) е 2. княз на Хоенлое-Валденбург в Шилингсфюрст.

## Биография
Той е син на княз Филип Ернст фон Хоенлое-Валденбург-Шилингсфюрст (1663 – 1759) и втората му съпруга графиня Мария Анна Елеонора София постума фон Йотинген-Валерщайн (1680 – 1749), дъщеря на граф Филип Карл фон Йотинген-Валерщайн (1640 – 1680) и графиня Еберхардина София Юлиана фон Йотинген-Йотинген (1656 – 1743). Внук е на граф Лудвиг Густав фон Хоенлое-Валденбург-Шилингсфюрст (1634 – 1697).
През 1688 г. наследството е разделено на Хоенлое-Валденбург-Бартенщайн и Хоенлое-Валденбург-Шилингсфюрст. Баща му Филип Ернст става княз на Хоенлое-Валденбург-Шилингсфюрст на 21 май 1744 г. Дворецът Шилингсфюрст е построен от 1705 до 1740 г.
По-големият му полубрат Филип Ернст (1704 – 1759) управлява Вилхермсдорф от 1733 г.
Карл Албрехт I фон Хоенлое-Валденбург-Шилингсфюрст умира на 25 януари 1793 г. във Виена на 73 години и е погребан в Шилингсфюрст.
През 1807 г. е наследствената подялба на Хоенлое-Валденбург-Шилингсфюрст (вюртембергска линия) и Хоенлое-Валденбург-Шилингсфюрст (баварска линия).

## Фамилия
Първи брак: на 7 февруари 1740 г. във Виена със София Вилхелмина Мария фон Льовенщайн-Вертхайм-Рошфор (* 7 август 1721, Клайнхойбах; † 29 септември 1749, Шилингсфюрст), дъщеря на княз Доминик Марквард фон Льовенщайн-Вертхайм-Рошфор (1690 – 1735) и ланграфиня Кристина Франциска Поликсена фон Хесен-Рейнфелс-Ротенбург-Ванфрид (1688 – 1728). Тя умира на 28 години. Те имат пет деца:
- Мария Анна Терезия София Валпургис цу Хоенлое-Валденбург (* 23 февруари 1741, Шилингсфюрст; † 16 януари 1817), монахиня в Торн
- Карл Албрехт II Филип Лудвиг Франц де Паула фон Хоенлое-Валденбург-Шилингсфюрст (* 21 февруари 1742, Шилингсфюрст; † 14 юни 1796, Купферцел), 3. княз на Хоенлое-Валденбург-Шилингсфюрст, женен I. на 19 май 1761 г. в Хораздиовиц за първата си братовчедка принцеса Леополдина фон Льовенщайн-Вертхайм-Рошфор (* 28 декември 1739, Вертхайм; † 9 юни 1765, Кюрн, Горен Пфалц), II. на 15 август 1773 г. в Гросвардайн, Унгария, за унгарската баронеса Юдит Анна Франциска Ревицки де Ревисние (* 8 септември 1753, Надудвар, Унгария; † 16 ноември 1836, Гросвардайн)
- Карл Филип Франц Непомук цу Хоенлое-Валденбург (* 17 октомври 1743, Шилингсфюрст; † 21 януари 1824, Луцерн)
- Франц Карл Йозеф фон Хоенлое-Валденбург-Шилингсфюрст (* 27 ноември 1745, Валденбург; † 9 октомври 1819, Аугсбург), вай-епископ в Аугсбург (1818 – 1819)
- Мария Кристина София цу Хоенлое-Валденбург (* 2/3 февруари 1747, Шилингсфюрст; † 17 август 1749)

Втори брак: на 29 октомври 1771 г. в Сенонес (Вогези, Франция), с принцеса Мария Йозефа фон Залм-Залм (* 26 декември 1736, Анхолт; † 25 октомври 1799, Шилингсфюрст), дъщеря на княз Николаус Леополд фон Залм-Залм (1701 – 1770) и Доротея Франциска Агнес фон Залм (1702 – 1751). Бракът е бездетен.